# دینامیت کوچک
| بررسی انتقادی               | بررسی انتقادی |
| منبع                        | رتبه‌بندی      |
| --------------------------- | ------------- |
| آل‌میوزیک                    | [ ۱ ]         |
| راهنمای ضبط آلترناتیو اسپین | ۶/۱۰          |

دینامیت کوچک (به انگلیسی: Tiny Dynamine) یک ئی‌پی از گروهٔ موسیقی آلترناتیو راک اسکاتلندی کوکتو تویینز می‌باشد که دو هفته قبل از انتشار پژواک‌هایی در یک خلیج کم‌عمق در ۱۵ نوامبر سال ۱۹۸۵ از سوی ۴ای‌دی رکوردز منتشر گردید. این ئی‌پی حاوی چهار قطعهٔ بی‌آلبوم می‌بود.